# Најсрећнија девојка на свету
Најсрећнија девојка на свету (енгл. Luckiest Girl Alive) је филм из 2022. године са елементима мистерије и трилера. Режију потписује Мајк Баркер, а темељи се на истоименом роману Џесике Кнол из 2015. године. Главну улогу тумачи Мила Кунис. Премијерно је приказан 30. септембра 2022. године у одабраним биоскопима, док га је 7. октобра објавио Netflix.

## Радња
Савршен њујоршки живот списатељице почне се распадати када је документарни филм о истинитим злочинима присили да се суочи са својом потресном средњошколском прошлошћу.

## Улоге
| Глумац           | Улога           |
| ---------------- | --------------- |
| Мила Кунис       | Тифани Фанели   |
| Фин Витрок       | Лук Харисон     |
| Скот Макнејри    | Ендру Ларсон    |
| Жистин Лупе      | Нели Радерфорд  |
| Томас Барбуска   | Артур Финеман   |
| Џенифер Билс     | Лоло Винсент    |
| Кони Бритон      | Дина Фанели     |
| Алекс Бароне     | Дин Бартон      |
| Далмар Абузид    | Арон Викершам   |
| Ајзак Крагтен    | Лијам Рос       |
| Гејџ Манро       | Пејтон Пауел    |
| Никол Хаф        | Оливија Каплан  |
| Александра Битон | Хилари Хичинсон |